# Yngve Sahlin
Den här sidan handlar om arkitekten Yngve Sahlin, för filosofen Yngve Sahlin, se Carl Yngve Sahlin.
Carl Yngve Urban Sahlin, född 7 september 1929 i Smedjebacken, Kopparbergs län, död 20 januari 2023 i Stockholm, var en svensk arkitekt. 
Sahlin, som var son till civilingenjör Yngve Sahlin och Ruth Stål, avlade studentexamen i Stockholm 1948 och utexaminerades från Kungliga Tekniska högskolan 1954. Han anställdes hos Lantbruksstyrelsen 1954, hos arkitekterna Åke Ahlström och Kell Åström 1957 och blev delägare i arkitektbyrån Leif Lindstrand, Bo Rosengren och Yngve Sahlin 1961. De ritade bland annat Hugin och Munin på Gärdet för Stiftelsen Stockholms studentbostäder.